# شمعية قمرية كبيرة الزهر
شمعية قمرية كبيرة الزهر (الاسم العلمي: Selenicereus megalanthus) هي نوعٌ من الصبار ضمن جنس الشمعية القمرية. تستوطن في شمال أمريكا الجنوبية.